# 8717 Richviktorov
8717 Richviktorov este un asteroid din centura principală, descoperit pe 26 septembrie 1995, de Timur Kriaczko.